# Heythrop College, University of London
Das Heythrop College war eine 1614 gegründete jesuitische Hochschule, die seit 1971 Teil der University of London war. Das College war eine öffentliche britische Universität mit akademischen Schwerpunkten in Philosophie und Theologie in Verbindung mit Psychologie, Religions- und Politikwissenschaften. Am 31. Januar 2019 wurde der Studienbetrieb eingestellt.

## Historisches

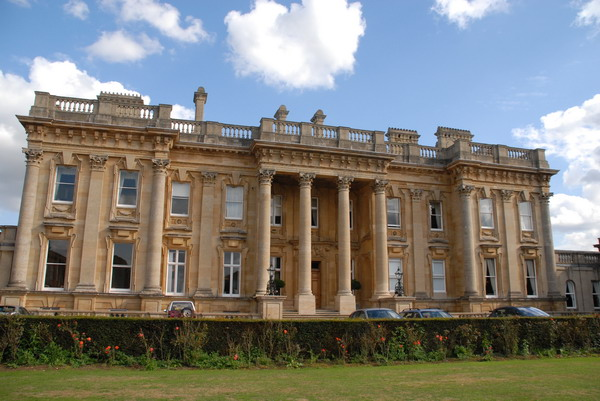
Von 1926 bis 1970 war das College im Heythrop Park bei Oxford.

Die Gründung der Jesuitenschule erfolgte 1614 im belgischen Löwen (Louvain). Nach der französischen Revolution 1794 zog das College nach Stonyhurst in der Grafschaft Lancashire um. Ab 1926 war das College in Heythrop Hall bei Oxford, woher der Name stammt. 1970 zog es von Oxfordshire nach London um.

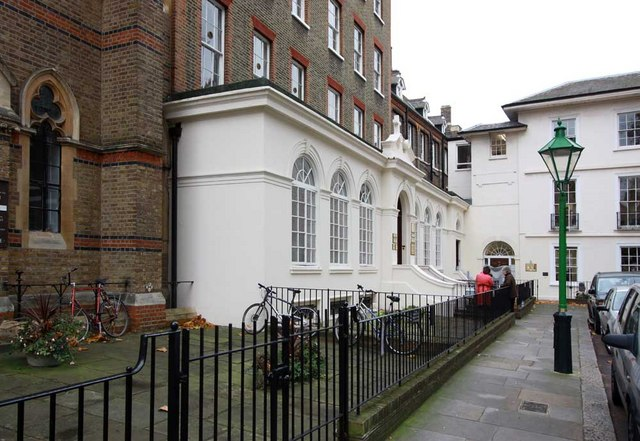
Universitätsgebäude (Maria Assumpta Centre, mit der Marie-Eugénie-Kapelle links) in Kensington in London

Der Philosoph Frederick Copleston, ab 1930 Jesuit, der von 1939 bis 1970 im Heythorp College in Oxfordshire Geschichte der Philosophie gelehrt hatte, war nach dem Umzug nach London 1970 bis 1974 Leiter (principal) des Colleges.

## Studierende
Von den 700 Studierenden im Studienjahr 2014/2015 waren 315 weiblich und 390 männlich. Die Zahl der Studierenden nahm mit der nahenden Schließung ab: 2014/2015: 700, 2015/2016: 560, 2016/2017: 425, 2017/2018: 200.